# Gerald Asamoah
Gerald Kwabena Asamoah (Mampong, 3 ottobre 1978) è un ex calciatore ghanese naturalizzato tedesco, di ruolo attaccante.

## Caratteristiche tecniche
Gerald Asamoah era un calciatore molto veloce, forte fisicamente, dal buon dribbling e bravo di testa.

## Biografia
Nel 1990 la famiglia emigra dal Ghana in Germania.
Con la moglie Linda ha due gemelli, Jaden e Jada, nati il 26 febbraio 2007.
Soffre di una particolare condizione cardiaca denominata cardiomiopatia ipertrofica non ostruttiva: nel suo caso, il lobo di carne che separa le camere del cuore destro e sinistro è estremamente spesso, il che può causare aritmia nel ciclo cardiaco.

## Carriera

### Club
Trasferitosi con la famiglia a 12 anni in Germania, viene comprato dall'Hannover 96 nel 1994. Dopo quattro anni fa il proprio esordio nel calcio professionistico, in Zweite Liga, sempre con l'Hannover. Nel 1999 è acquistato dallo Schalke 04, squadra in cui milita per ben 10 stagioni. Con lo Schalke 04 ha vinto due Coppe di Germania consecutive, una Coppa di Lega tedesca e due Intertoto di fila (2003, 2004).
Durante il mercato estivo del 2010 viene ceduto all'FC St. Pauli, squadra di Amburgo appena promossa in Bundesliga, la massima serie del campionato di calcio tedesco; poi gioca per il Greuther Furth, con cui vince il campionato di seconda serie, prima di tornare a Gelsenkirchen, anche se solo in seconda squadra. Nel 2015 dice addio al calcio.

### Nazionale
Nel 2001 ha esordito in Nazionale, diventando il secondo calciatore di colore a vestire la maglia della Germania dopo Kostedde. L'anno successivo ha partecipato al campionato del mondo 2002 in Asia e nel 2005 è presente alla Confederations Cup, in cui si prenderà la soddisfazione di segnare una rete all'Argentina.
Nel 2006 è stato convocato per il campionato del mondo in Germania, chiuso dalla Mannschaft al terzo posto. Conta in totale 43 presenze e 6 reti con la divisa tedesca.

## Statistiche

### Presenze e reti nei club
| Stagione              | Squadra               | Campionato            | Campionato | Campionato | Coppe nazionali | Coppe nazionali | Coppe nazionali | Coppe continentali | Coppe continentali | Coppe continentali | Totale | Totale |
| Stagione              | Squadra               | Comp                  | Pres       | Reti       | Comp            | Pres            | Reti            | Comp               | Pres               | Reti               | Pres   | Reti   |
| --------------------- | --------------------- | --------------------- | ---------- | ---------- | --------------- | --------------- | --------------- | ------------------ | ------------------ | ------------------ | ------ | ------ |
| 1998-1999             | Hannover 96           | 2.BL                  | 21         | 4          | CG+LP           | 1+0             | 0               | -                  | 0                  | 0                  | 22     | 4      |
| 1999-2000             | Schalke 04            | BL                    | 33         | 4          | CG+LP           | 0               | 0               | -                  | 0                  | 0                  | 33     | 4      |
| 2000-2001             | Schalke 04            | BL                    | 29         | 4          | CG+LP           | 3+0             | 1+0             | -                  | 0                  | 0                  | 32     | 5      |
| 2001-2002             | Schalke 04            | BL                    | 32         | 6          | CG+LP           | 6+2             | 0               | UCL                | 5                  | 1                  | 43     | 7      |
| 2002-2003             | Schalke 04            | BL                    | 27         | 3          | CG+LP           | 3+2             | 1+0             | CU                 | 6                  | 0                  | 38     | 4      |
| 2003-2004             | Schalke 04            | BL                    | 24         | 4          | CG+LP           | 0               | 0               | CI+CU              | 6+4                | 1+0                | 34     | 5      |
| 2004-2005             | Schalke 04            | BL                    | 31         | 8          | CG+LP           | 5+0             | 1+0             | CI+CU              | 6+7                | 2+1                | 49     | 12     |
| 2005-2006             | Schalke 04            | BL                    | 24         | 3          | CG+LP           | 1+2             | 0+0             | UCL+CU             | 2+8                | 0+1                | 37     | 4      |
| 2006-2007             | Schalke 04            | BL                    | 13         | 2          | CG+LP           | 1+0             | 2+0             | CU                 | 2                  | 0                  | 16     | 4      |
| 2007-2008             | Schalke 04            | BL                    | 31         | 7          | CG+LP           | 3+3             | 3+0             | UCL                | 10                 | 1                  | 47     | 11     |
| 2008-2009             | Schalke 04            | BL                    | 27         | 2          | CG              | 2               | 0               | UCL+CU             | 2+5                | 0+1                | 36     | 3      |
| 2009-2010             | Schalke 04            | BL                    | 8          | 1          | CG              | 0               | 0               | -                  | -                  | -                  | 8      | 1      |
| Totale Schalke 04     | Totale Schalke 04     | Totale Schalke 04     | 278        | 44         |                 | 33              | 8               |                    | 63                 | 8                  | 375    | 60     |
| 2010-2011             | St. Pauli             | BL                    | 27         | 6          | CG              | 0               | 0               | -                  | 0                  | 0                  | 27     | 6      |
| 2011-2012             | Greuther Fürth        | 2B                    | 10         | 5          | CG              | 2               | 0               | -                  | 0                  | 0                  | 12     | 5      |
| 2012-2013             | Greuther Fürth        | BL                    | 17         | 0          | CG              | 1               | 0               | -                  | 0                  | 0                  | 18     | 0      |
| Totale Greuther Furth | Totale Greuther Furth | Totale Greuther Furth | 27         | 5          |                 | 3               | 0               |                    | 0                  | 0                  | 30     | 5      |
| 2013-2014             | Schalke 04 II         | RL                    | 28         | 6          | CG              | 12              | 0               | -                  | 0                  | 0                  | 29     | 6      |
| 2014-2015             | Schalke 04 II         | RL                    | 21         | 2          | CG              | 0               | 0               | -                  | 0                  | 0                  | 21     | 2      |
| Totale Schalke II     | Totale Schalke II     | Totale Schalke II     | 49         | 8          |                 | 1               | 0               |                    | 0                  | 0                  | 50     | 8      |
| Totale carriera       | Totale carriera       | Totale carriera       | 403        | 67         |                 | 38              | 8               |                    | 63                 | 8                  | 504    | 83     |

### Cronologia presenze e reti in nazionale
| Cronologia completa delle presenze e delle reti in nazionale ― Germania | Cronologia completa delle presenze e delle reti in nazionale ― Germania | Cronologia completa delle presenze e delle reti in nazionale ― Germania | Cronologia completa delle presenze e delle reti in nazionale ― Germania | Cronologia completa delle presenze e delle reti in nazionale ― Germania | Cronologia completa delle presenze e delle reti in nazionale ― Germania | Cronologia completa delle presenze e delle reti in nazionale ― Germania | Cronologia completa delle presenze e delle reti in nazionale ― Germania |
| Data                                                                    | Città                                                                   | In casa                                                                 | Risultato                                                               | Ospiti                                                                  | Competizione                                                            | Reti                                                                    | Note                                                                    |
| ----------------------------------------------------------------------- | ----------------------------------------------------------------------- | ----------------------------------------------------------------------- | ----------------------------------------------------------------------- | ----------------------------------------------------------------------- | ----------------------------------------------------------------------- | ----------------------------------------------------------------------- | ----------------------------------------------------------------------- |
| 29-5-2001                                                               | Brema                                                                   | Germania                                                                | 2 – 0                                                                   | Slovacchia                                                              | Amichevole                                                              | 1                                                                       | 64’                                                                     |
| 2-6-2001                                                                | Helsinki                                                                | Finlandia                                                               | 2 – 2                                                                   | Germania                                                                | Qual. Mondiali 2002                                                     | -                                                                       |                                                                         |
| 6-6-2001                                                                | Tirana                                                                  | Albania                                                                 | 0 – 2                                                                   | Germania                                                                | Qual. Mondiali 2002                                                     | -                                                                       | 70’                                                                     |
| 15-8-2001                                                               | Budapest                                                                | Ungheria                                                                | 2 – 5                                                                   | Germania                                                                | Amichevole                                                              | -                                                                       | 76’                                                                     |
| 1-9-2001                                                                | Monaco di Baviera                                                       | Germania                                                                | 1 – 5                                                                   | Inghilterra                                                             | Qual. Mondiali 2002                                                     | -                                                                       | 46’                                                                     |
| 6-10-2001                                                               | Gelsenkirchen                                                           | Germania                                                                | 0 – 0                                                                   | Finlandia                                                               | Qual. Mondiali 2002                                                     | -                                                                       | 46’                                                                     |
| 10-10-2001                                                              | Kiev                                                                    | Ucraina                                                                 | 1 – 1                                                                   | Germania                                                                | Qual. Mondiali 2002                                                     | -                                                                       |                                                                         |
| 13-2-2002                                                               | Kaiserslautern                                                          | Germania                                                                | 7 – 1                                                                   | Israele                                                                 | Amichevole                                                              | 1                                                                       | 73’                                                                     |
| 27-3-2002                                                               | Rostock                                                                 | Germania                                                                | 4 – 2                                                                   | Stati Uniti                                                             | Amichevole                                                              | -                                                                       | 75’                                                                     |
| 14-5-2002                                                               | Cardiff                                                                 | Galles                                                                  | 1 – 0                                                                   | Germania                                                                | Amichevole                                                              | -                                                                       | 63’ 89’                                                                 |
| 18-5-2002                                                               | Leverkusen                                                              | Germania                                                                | 6 – 2                                                                   | Austria                                                                 | Amichevole                                                              | -                                                                       | 73’                                                                     |
| 15-6-2002                                                               | Seogwipo                                                                | Germania                                                                | 1 – 0                                                                   | Paraguay                                                                | Mondiali 2002 - Ottavi di finale                                        | -                                                                       | 90+2’                                                                   |
| 25-6-2002                                                               | Seul                                                                    | Germania                                                                | 1 – 0                                                                   | Corea del Sud                                                           | Mondiali 2002 - Semifinale                                              | -                                                                       | 87’                                                                     |
| 30-6-2002                                                               | Yokohama                                                                | Germania                                                                | 0 – 2                                                                   | Brasile                                                                 | Mondiali 2002 - Finale                                                  | -                                                                       | 77’                                                                     |
| 21-8-2002                                                               | Sofia                                                                   | Bulgaria                                                                | 2 – 2                                                                   | Germania                                                                | Amichevole                                                              | -                                                                       | 46’                                                                     |
| 11-10-2002                                                              | Sarajevo                                                                | Bosnia ed Erzegovina                                                    | 1 – 1                                                                   | Germania                                                                | Amichevole                                                              | -                                                                       | 46’                                                                     |
| 20-11-2002                                                              | Gelsenkirchen                                                           | Germania                                                                | 1 – 3                                                                   | Paesi Bassi                                                             | Amichevole                                                              | -                                                                       | 68’                                                                     |
| 30-4-2003                                                               | Brema                                                                   | Germania                                                                | 1 – 0                                                                   | Serbia e Montenegro                                                     | Amichevole                                                              | -                                                                       | 72’                                                                     |
| 18-8-2004                                                               | Vienna                                                                  | Austria                                                                 | 1 – 3                                                                   | Germania                                                                | Amichevole                                                              | -                                                                       | 78’                                                                     |
| 8-9-2004                                                                | Berlino                                                                 | Germania                                                                | 1 – 1                                                                   | Brasile                                                                 | Amichevole                                                              | -                                                                       | 70’                                                                     |
| 9-10-2004                                                               | Teheran                                                                 | Iran                                                                    | 0 – 2                                                                   | Germania                                                                | Amichevole                                                              | -                                                                       | 56’                                                                     |
| 17-11-2004                                                              | Lipsia                                                                  | Germania                                                                | 3 – 0                                                                   | Camerun                                                                 | Amichevole                                                              | -                                                                       | 61’                                                                     |
| 16-12-2004                                                              | Yokohama                                                                | Giappone                                                                | 0 – 3                                                                   | Germania                                                                | Amichevole                                                              | -                                                                       |                                                                         |
| 19-12-2004                                                              | Pusan                                                                   | Corea del Sud                                                           | 3 – 1                                                                   | Germania                                                                | Amichevole                                                              | -                                                                       | 76’                                                                     |
| 21-12-2004                                                              | Bangkok                                                                 | Thailandia                                                              | 1 – 5                                                                   | Germania                                                                | Amichevole                                                              | 1                                                                       |                                                                         |
| 9-2-2005                                                                | Düsseldorf                                                              | Germania                                                                | 2 – 2                                                                   | Argentina                                                               | Amichevole                                                              | -                                                                       | 29’                                                                     |
| 4-6-2005                                                                | Belfast                                                                 | Irlanda del Nord                                                        | 1 – 4                                                                   | Germania                                                                | Amichevole                                                              | 1                                                                       | 46’                                                                     |
| 8-6-2005                                                                | Mönchengladbach                                                         | Germania                                                                | 2 – 2                                                                   | Russia                                                                  | Amichevole                                                              | -                                                                       | 62’                                                                     |
| 15-6-2005                                                               | Francoforte sul Meno                                                    | Germania                                                                | 4 – 3                                                                   | Australia                                                               | Conf. Cup 2005 - 1º turno                                               | -                                                                       | 68’                                                                     |
| 18-6-2005                                                               | Colonia                                                                 | Tunisia                                                                 | 0 – 3                                                                   | Germania                                                                | Conf. Cup 2005 - 1º turno                                               | -                                                                       | 62’                                                                     |
| 21-6-2005                                                               | Norimberga                                                              | Argentina                                                               | 2 – 2                                                                   | Germania                                                                | Conf. Cup 2005 - 1º turno                                               | 1                                                                       | 58’                                                                     |
| 25-6-2005                                                               | Norimberga                                                              | Germania                                                                | 2 – 3                                                                   | Brasile                                                                 | Conf. Cup 2005 - Semifinale                                             | -                                                                       | 63’                                                                     |
| 29-6-2005                                                               | Lipsia                                                                  | Germania                                                                | 4 – 3 dts                                                               | Messico                                                                 | Conf. Cup 2005 - Finale 3º posto                                        | -                                                                       | 67’ 88’                                                                 |
| 17-8-2005                                                               | Rotterdam                                                               | Paesi Bassi                                                             | 2 – 2                                                                   | Germania                                                                | Amichevole                                                              | 1                                                                       | 46’                                                                     |
| 3-9-2005                                                                | Bratislava                                                              | Slovacchia                                                              | 2 – 0                                                                   | Germania                                                                | Amichevole                                                              | -                                                                       | 46’                                                                     |
| 7-9-2005                                                                | Brema                                                                   | Germania                                                                | 4 – 2                                                                   | Sudafrica                                                               | Amichevole                                                              | -                                                                       | 77’                                                                     |
| 1-3-2006                                                                | Firenze                                                                 | Italia                                                                  | 4 – 1                                                                   | Germania                                                                | Amichevole                                                              | -                                                                       | 46’                                                                     |
| 22-3-2006                                                               | Dortmund                                                                | Germania                                                                | 4 – 1                                                                   | Stati Uniti                                                             | Amichevole                                                              | -                                                                       | 67’                                                                     |
| 27-5-2006                                                               | Friburgo in Brisgovia                                                   | Germania                                                                | 7 – 0                                                                   | Lussemburgo                                                             | Amichevole                                                              | -                                                                       | 63’                                                                     |
| 2-6-2006                                                                | Mönchengladbach                                                         | Germania                                                                | 3 – 0                                                                   | Colombia                                                                | Amichevole                                                              | -                                                                       | 70’                                                                     |
| 20-6-2006                                                               | Berlino                                                                 | Germania                                                                | 3 – 0                                                                   | Ecuador                                                                 | Mondiali 2006 - 1º turno                                                | -                                                                       | 73’                                                                     |
| 16-8-2006                                                               | Monaco di Baviera                                                       | Germania                                                                | 3 – 0                                                                   | Svezia                                                                  | Amichevole                                                              | -                                                                       | 64’                                                                     |
| 6-9-2006                                                                | Serravalle                                                              | San Marino                                                              | 0 – 13                                                                  | Germania                                                                | Qual. Euro 2008                                                         | -                                                                       | 46’                                                                     |
| Totale                                                                  |                                                                         | Presenze                                                                | 43                                                                      |                                                                         | Reti                                                                    | 6                                                                       |                                                                         |

## Palmarès

### Club

#### Competizioni nazionali
- Coppa di Germania: 2

Schalke 04: 2000-2001, 2001-2002
- Coppa di Lega tedesca: 1

Schalke 04: 2005
- 2. Fußball-Bundesliga: 1

Greuther Furth: 2011-2012
- Fußball-Regionalliga: 1

Hannover 96: 1996-1997

#### Competizioni internazionali
- Coppa Intertoto UEFA: 2

Schalke 04: 2003, 2004